# Gily Itskovitch

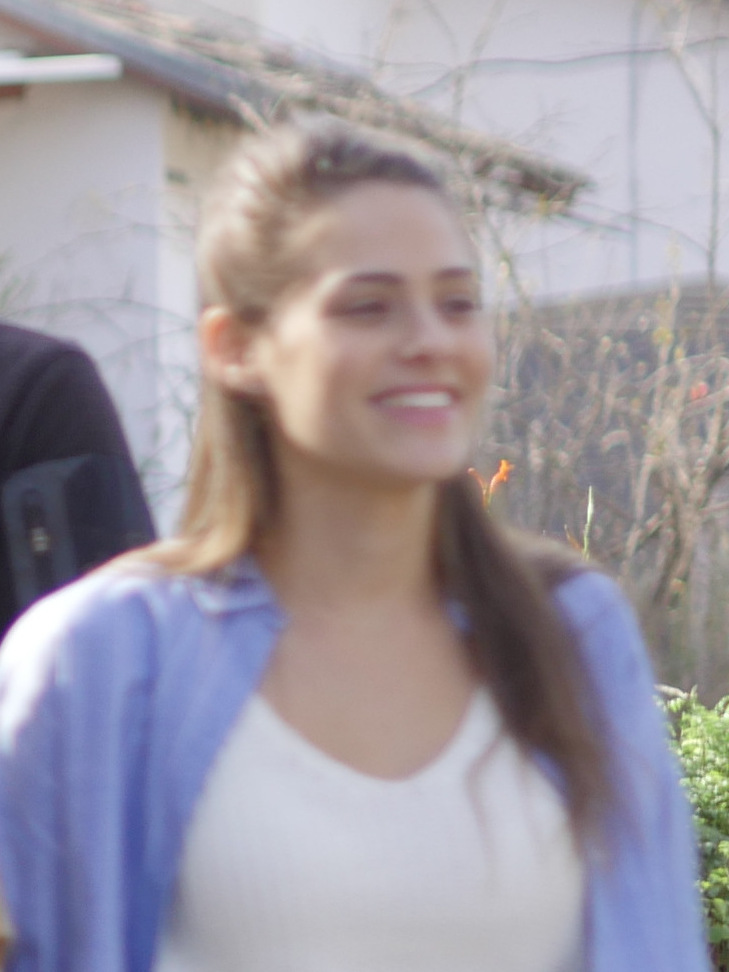
Gily Itskovitch

Gily Itskovitch (hebräisch גילי איצקוביץ'; * 20. November 1994 in Pardes Chana-Karkur) ist eine israelische Schauspielerin.

## Leben und Karriere
Itskovitch wurde am 20. November 1994 in Pardes Chana-Karkur geboren. Ihr Vater ist Immobilienmakler. Sie studierte Schauspiel in den Jugendprogrammen der Kunstschule „Beit Zvi“ und war in den Jahren 2010–2012 Mitglied der Jugendgruppe „Cheech's Neighbors“. 2012 machte sie ihren Wehrdienst bei der IDF.
Ihr Debüt gab sie 2017 in der Fernsehserie Kadabra. Anschließend trat sie 2018 in dem Film On The Edge. Von 2020 bis 2021 war sie in der Serie Black Space zu sehen. Unter anderem bekam sie 2021 in der Serie Motek Bool BaEmtza eine Hauptrolle. 2024 spielte sie in dem Film Air War mit.
Itskovitch hatte zuvor eine Beziehung mit dem Schauspieler Dean Gerber. Am 27. Juni 2022 heiratete sie Asaf Ashur.

## Filmografie (Auswahl)
Filme
- 2018: On The Edge (Gesta 2)
- 2022: A Brush with Death (Kurzfilm)
- 2024: Air War

Serien
- 2017–2019: Kadabra
- 2020–2024: Black Space
- 2021: Motek Bool BaEmtza
- 2022: Moon Years